# داماد حسن باشا المورلي
داماد حسن باشا المورلي (بالتركية: Damat Hasan Paşa)‏ كان الصدر الأعظم للدولة العثمانية في الفترة ما بين 16 نوفمبر 1703 حتى 28 سبتمبر 1704. تُوفي في 1713 بمدينة الرقة.